# 国家行政評議会議長
国家行政評議会議長（こっかぎょうせいひょうぎかいぎちょう、ビルマ語: နိုင်ငံတော်စီမံအုပ်ချုပ်ရေးကောင်စီဥက္ကဋ္ဌ）は、ミャンマーにおいて2021年に発生したクーデターの中でミャンマー国軍によって国家行政評議会の長として設置された。行政権を担う機関とみられており、事実上のミャンマーの最高指導者である。国家行政評議会議長にはクーデターで全権を掌握した国軍総司令官のミン・アウン・フラインが就いている。

## 概要
2021年2月1日からのクーデターの中で、翌2日にミャンマー国軍によって行政評議会が設置され、その議長には国軍総司令官であるミン・アウン・フライン上級大将が就任した。ミン・アウン・フラインは新たに設置された国家行政評議会の議長に就任し、国家指導者としての地位を固めた。

## 歴代国家行政評議会議長
| 代 | 議長の氏名 (生没年)                               | 肖像 | 在任期間       | 党派         | 大統領                                                              | 大統領 |
| -- | ------------------------------------------------- | ---- | -------------- | ------------ | ------------------------------------------------------------------- | ------ |
| 1  | ミン・アウン・フライン Min Aung Hlaing （1956 -） |      | 2021年2月2日 - | 無所属・軍人 | ミンスエ （大統領代行） ミン・アウン・フライン （大統領代行、兼務） |        |